# Davino Verhulst
Davino Verhulst (* 25. November 1987 in Beveren) ist ein belgischer Fußballtorwart, der ab der Saison 2024/25 beim belgischen Verein Belisia Bilzen unter Vertrag steht.

## Werdegang
Verhulst spielte in der Jugend von KSK Beveren, was anschließend auch seine erste Station im Profifußball wurde. Dort absolvierte er insgesamt neun Partien und wechselte 2007 innerhalb des Landes zu KRC Genk, wo er in der Spielzeit 2008/09 den belgischen Fußballpokal gewann, aber auch zwischenzeitlich an den niederländischen Verein Willem II Tilburg ausgeliehen wurde. Es folgte eine Station bei VV St. Truiden, wo er 17 Einsätze verzeichnen konnte, bevor er von 2013 bis 2020 für Sporting Lokeren aktiv wurde und 2014 ein weiteres Mal den belgischen Pokal gewann. Im Jahr 2020 wechselte er nach Griechenland zu Apollon Smyrnis.
Ende Juni 2022 wechselte er zurück nach Belgien und unterschrieb beim Erstdivisionär Royal Antwerpen einen Vertrag mit einer Laufzeit von zwei Jahren. In seiner ersten Saison bestritt er lediglich 6 Spiele bei der zweiten Mannschaft, die in der 1. Division Amateure spielt. In der Saison 2023/24 wurde er bei keinem Spiel eingesetzt und wechselte nach der Saison zum Drittligisten Belisisa Bilzen.
Mit der belgischen U-19-Fußballnationalmannschaft nahm er an der Europameisterschaft 2006 teil.

## Erfolge
- Belgischer Fußballpokal (2): 2009, 2014, (2022/23, ohne Einsatz)